# Chapel Chorlton
Chapel Chorlton – wieś w Anglii, w Staffordshire. Leży 10 km od miasta Stoke-on-Trent, 18,4 km od miasta Stafford i 183,9 km od Londynu. Chapel Chorlton jest wspomniana w Domesday Book (1086) jako Cerletone.